# تقزم
يمثل التقزم (بالإنجليزية:  Dwarfing)‏ إحدى صفات الحيوانات والنباتات حيث يكون واحداً أو أكثر من أعضاء الذرية (الفصيلة) أصغر بصورةٍ واضحةٍ عن الأعضاء الآخرين الطبيعيين بنفس الفصيلة أو الجنس أو النوع. ويمكن أن يعزو السبب هنا إلى العوامل الوراثية (الجينية) أو الهرمونية.

## التقزم في الحيوانات
قد يحدث التقزم في الحيوانات ومنها الكائنات البشرية ببعض الطرق التي تسفر عن نقصٍ في هرمون النمو (بالإنجليزية: growth hormone deficiency)‏، الهندسة الوراثية في الكائنات الحية، الاستيلاد الانتقائي والتقزم الانعزالي (بالإنجليزية: insular dwarfism)‏. وهنا نلاحظ أن التقزم قد يتنج بعض السلالات العملية التي تناسب ظروف المعيشة الصغيرة، بالإضافة إلى بعض الفوائد المصاحبة الأخرى.

## التقزم في النباتات

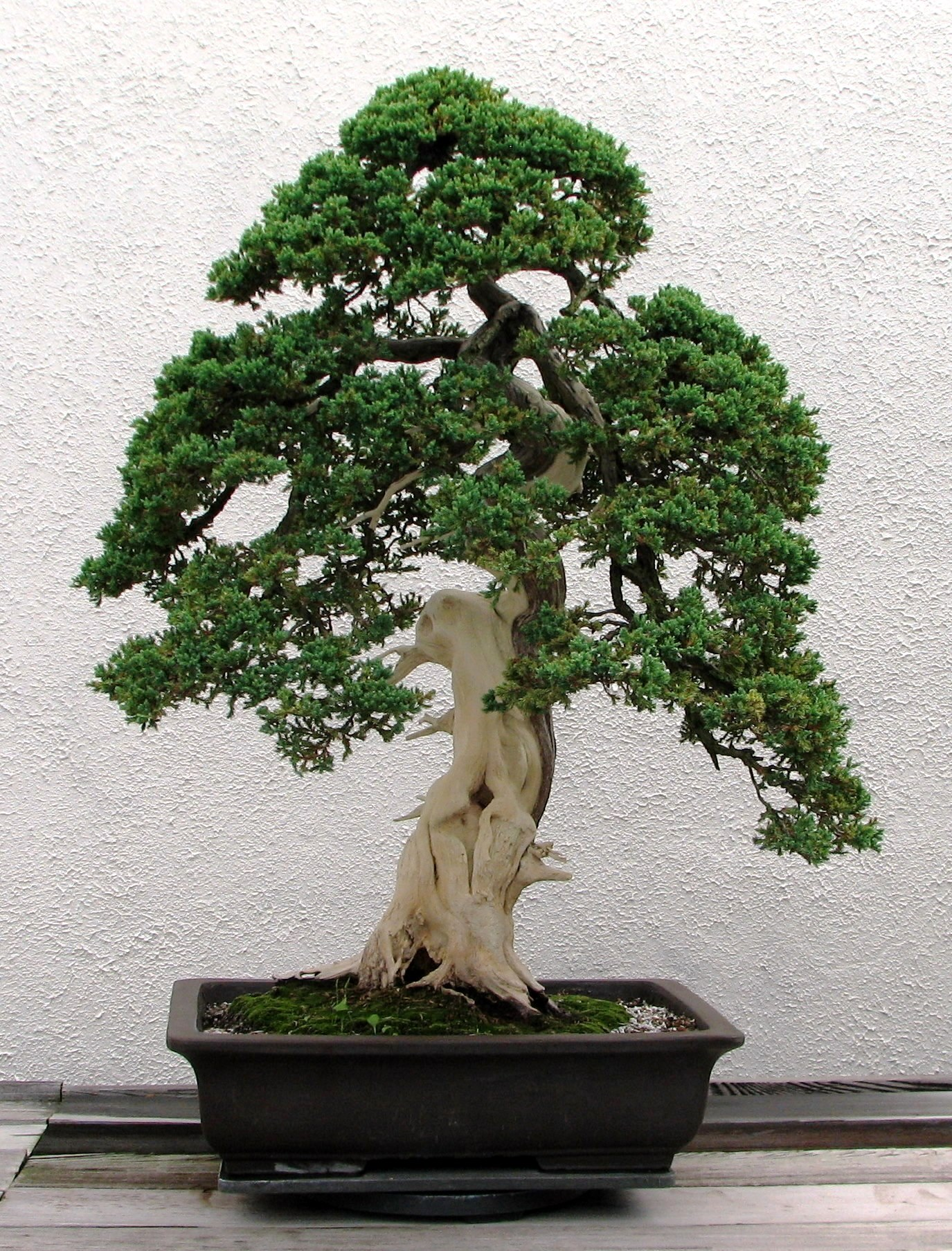
شجرة العرعرر اليابانية القزمة

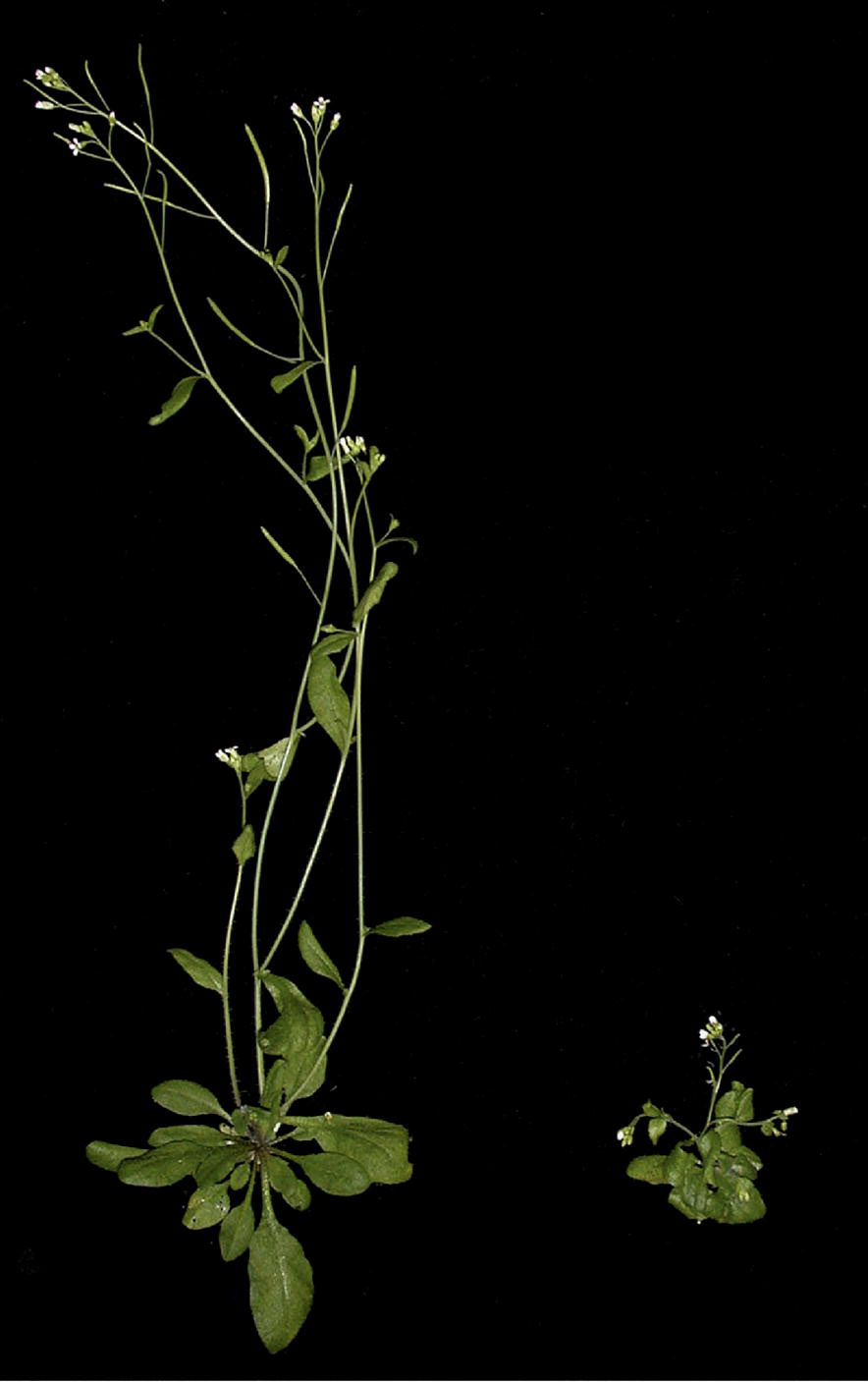
نقص الهرمون النباتي (الأوكسين) قد يتسبب في التقزم (على اليمين)

كما هو الحال مع الحيوانات، فقد تتعرض النباتات كذلك لتقزم من خلال الهندسة الوراثية والاستيلاد الانتقائي، إلا أنه قد يحدث بصورةٍ طبيعيةٍ، حيث قد تؤدي التغيرات الشكلية إلى التأقلم للضغوط البيئية والتي منها جودة التربة،  الضوء،  الجفاف،  الفيضانات،  البرد،  العدوى،  والحيوانات العاشبة (بالإنجليزية: herbivory)‏،  مما يؤدي تضاؤل مكان وطبيعة تلك النباتات. ويُقال عن النباتات التي تقزمت جراء ظروف الضغط البيئية أنها أُعِيقَت في نموها (تقزمت) (بالإنجليزية: stunt)‏. إلا أن غالبية التقزم في النباتات لا يحدث نتيجة تأثرها بأضرار الضغوط البيئية، ولكن بدلاً عن ذلك من خلال الهرمونات المنتجة كاستجابةٍ لتلك الضغوط. حيث تعمل الهرمونات النباتية كإشارةٍ للعديد من الأنسجة النباتية والمحتوية على واحدةٍ أو أكثر من الاستجابات، حيث يُطلق على نوع الهرمونات النباتية المسؤولة عن تقزم النباتات بسبب الإصابة هرمونات jasmonate. فمثل تلك الاستجابات تتضمن، ولكنها ليست قاصرة فقط على، تكرارات أقل من انقسامات الخلية  والحد من استطالة الخلية.
ويمكن تحقيق نظام بونساي لنشر عن النباتات المتقزمة المزينة من خلال توفير ضغوط بيئية صناعية.
هذا ويعتبر تقزم النباتات في علم البستنة خاصيةً مرغوبةً في البساتين الحديثة العصرية. حيث يمكن الحصول على مثل ذلك التقزم من خلال الاستيلاد الانتقائي، الهندسة الوراثية، أو في أغلب الأحيان، بواسطة تطعيم سلائل النباتات بجذور نباتات متقزمة. ونلاحظ أن كل أشجار التفاح المعاصر والمتاحة للاستخدامات التجارية تنتشر كنباتاتٍ متقزمةٍ أو شبه متقزمةٍ، وذلك لتسهيل جني ثمارها أو رشها.